# Gheorghe Hagi
Gheorghe Hagi (Săcele, 1965. február 5. –) román válogatott labdarúgó, edző. Beceneve: „a Kárpátok Maradonája”.

## Pályafutása

### Klubcsapatokban
- 1982 – 1983 – Farul Constanța – Mérkőzés: 18 – gól: 17
- 1983 – 1986 – Sportul Studențesc – Mérkőzés: 108 – gól: 58
- 1986 – 1990 – Steaua București – Mérkőzés: 97 – gól: 76
- 1990 – 1992 – Real Madrid – Mérkőzés: 64 – gól: 19
- 1992 – 1994 – Brescia – Mérkőzés: 60 – gól: 14
- 1994 – 1996 – Barcelona – Mérkőzés: 36 – gól: 7
- 1996 – 2001 – Galatasaray – Mérkőzés: 167 – gól: 78

Az Európai Szuperkupán a Steaua színeiben már ő rúgta a győztes gólt a Dinamo Kijev ellen 1-0-ra megnyert mérkőzésen. Nyolcaddöntőig jutottak az olaszországi világbajnokságon, 11-es rúgásokkal estek ki az írek ellen. Ezután jöttek a külföldi szerződések. Sikeres volt az idegenlégiós pályafutása is, amelynek során 2000-ben UEFA-kupát nyert a Galatasaray együttesével, az Arsenalt verték meg a döntőben, 11-es rúgásokkal. Háromszoros román- illetve négyszeres török bajnok.

### A válogatottban
Részese volt az 1990-es vb-re való kijutás kiharcolásában. Jenei Imre volt az edzője mind a Steaua-val, mind ekkor a román válogatottban. Pályafutásának csúcsa valószínűleg az 1994-es labdarúgó-világbajnokság, 2 gólja mellett a negyeddöntőkig irányította a román válogatottat. 125-ször szerepelt a román válogatottban 35 gólt szerezve.

### Edzőként
Labdarúgó pályafutása után edzette a román válogatottat, a Galatasaray Istanbult és a Politehnica Timisoara-t (Temesvár csapatát, ahol Simek Péter edzője volt). Edzette a Steaua-t.

## Sikerei, díjai

### Játékosként
FC Steaua București
- Román bajnok: 1986–87, 1987–88, 1988–89
- Román kupa: 1986–87, 1988–89
- UEFA-szuperkupa: 1987

Real Madrid
- Spanyol szuperkupa: 1990

Barcelona
- Spanyol szuperkupa: 1994

Galatasaray
- Török bajnok: 1996–97, 1997–98, 1998–99, 1999–00
- Török kupa: 1998–99, 1999–00
- Török szuperkupa: 1996, 1997
- UEFA-kupa: 1999–00
- UEFA-szuperkupa: 2000

### Edzőként
Galatasaray
- Török kupa: 2004–05

Viitorul Constanța
- Román bajnok: 2016–17